# Ryan Giggs
Ryan Joseph Giggs (ur. 29 listopada 1973 w Cardiff jako Ryan Joseph Wilson) – walijski trener piłkarski i piłkarz Manchesteru United. Najbardziej utytułowany brytyjski piłkarz w historii. 
Nominalnie był lewym pomocnikiem, ale mógł też grać na pozycji lewoskrzydłowego, środkowego pomocnika czy też cofniętego napastnika. Najlepszy piłkarz w Anglii sezonu 2008/09. 1 lutego 2011 roku został wybrany piłkarzem wszech czasów Manchesteru United. Od 15 stycznia 2018 selekcjoner reprezentacji Walii w piłce nożnej. Oficer Orderu Imperium Brytyjskiego (OBE).

## Życiorys

### Początki kariery
Ryan Giggs urodził się w roku 1973 jako syn Lynne Giggs oraz Danny’ego Wilsona. Jego ojciec był rugbystą. W wieku siedmiu lat przeprowadził się do Manchesteru. Dwa lata później w czasie gry w piłkę został zauważony przez scouta Manchesteru City i Giggs rozpoczął grę w Deans. Następnie zaczął grać w Salford Juniors. W jednym z meczów tego zespołu zdobył sześć bramek. W roku 1985 rozpoczął treningi w szkółce piłkarskiej Manchesteru City, gdzie jego trenerem był Denis Schofield. W grudniu 1986 roku został zaproszony na testy do Manchesteru United, któremu kibicował jako dziecko. Uczęszczał do szkoły Moorside High w Manchesterze.

### Manchester United
W wieku 16 lat Giggs podpisał amatorski kontrakt z Manchester United, a 30 listopada 1990, tuż po 17. urodzinach – profesjonalny. Zadebiutował w lidze 2 marca 1991, w meczu na Old Trafford przeciwko Evertonowi, kiedy to wszedł na boisko za Denisa Irwina. Jego debiut w wyjściowej jedenastce nastąpił jeszcze w tym samym sezonie w derbach Manchesteru. Strzelił wówczas jedyną bramkę meczu. Poprzez kontuzję Lee Sharpe’a na początku sezonu 1991/1992 Giggs otrzymał szansę regularnej gry w pierwszej drużynie. 29 kwietnia 2009 w półfinałowym meczu Ligi Mistrzów z Arsenalem Ryan Giggs odnotował osiemsetny występ w barwach United.
Podczas swojej gry dla Czerwonych Diabłów Giggs zdobył wszystkie krajowe trofea: Puchar Ligi Angielskiej w 1992, 2006, 2009, Mistrzostwo Anglii w 1993, 1994, 1996, 1997, 1999, 2000, 2001, 2003, 2007, 2008, 2009, 2011 i 2013 oraz cztery Puchary Anglii w 1994, 1996 i 1999, 2004 roku. W latach 1999 i 2008 świętował wraz z drużyną zdobycie najbardziej prestiżowego klubowego trofeum na świecie – Pucharu Europy.
Przed rozpoczęciem sezonu 2001/2002 Giggs podpisał nowy, pięcioletni kontrakt z Manchester United, ucinając wszelkie spekulacje o jego odejściu z Old Trafford. 10 dni później, w meczu przeciwko Coventry City, Giggs strzelił gola, który ostatecznie zatwierdził siódmy mistrzowski tytuł mistrza Premiership dla jego drużyny.
Ryan Giggs świętował jubileusz 10-lecia gry w pierwszej drużynie Manchesteru United w towarzyskim meczu ze szkockim Celtikiem Glasgow rozegranym na Old Trafford 1 sierpnia 2001. W piątek, 23 sierpnia 2002 Giggs strzelił swoją setną bramkę w barwach Manchesteru United, zapewniając remis 2:2 w meczu z Chelsea na Stamford Bridge. Natomiast 29 września 2009 na Old Trafford strzelił swoją sto pięćdziesiątą bramkę w barwach Manchesteru United w meczu Ligi Mistrzów z VfL Wolfsburg.
16 stycznia 2011 roku, w 23 kolejce spotkań Premiership zagrał 600 mecz w lidze. Manchester United zmierzył się wtedy z Tottenhamem Hotspur, a mecz zakończył się remisem.
W lutym 2012 roku w wieku 38 lat podpisał umowę przedłużającą jego pobyt w klubie o kolejny rok. 4 lipca 2013 roku decyzją Davida Moyesa Giggs dołączył do sztabu szkoleniowego Manchesteru United jako grający trener, pozostając czynnym zawodnikiem. Sam Giggs powiedział, że niedługo planuje zrobienie licencji trenerskiej UEFA Pro.
22 kwietnia 2014 roku Ryan Giggs objął funkcję tymczasowego menadżera „Czerwonych Diabłów” po zwolnieniu Davida Moyesa, a jego asystentem został Paul Scholes.
Po objęciu przez Louisa van Gaala funkcji menadżera Manchesteru United został jego asystentem. 23 maja 2016 roku po zwolnieniu Louisa van Gaala przestał pełnić rolę asystenta w klubie.

#### Puchar Europy 2008
W nocy z 21 na 22 maja 2008, w zwycięskim dla Manchester United finale w Moskwie, Giggs został rekordzistą w liczbie rozegranych meczów dla Czerwonych Diabłów. Jednocześnie zdobył drugi w swojej karierze Puchar Europy. W czasie konkursu rzutów karnych był skutecznym egzekutorem „jedenastki”.

### Reprezentacja Walii
Giggs stał się najmłodszym piłkarzem pierwszej reprezentacji Walii, kiedy to wszedł na boisko w meczu przeciwko Niemcom w wieku 17 lat i 321 dni. Od tej pory był podstawowym zawodnikiem drużyny, grając dla niej przez 16 lat i strzelając w tym czasie 13 bramek. 30 lipca 2008 Giggs zdecydował o zakończeniu kariery reprezentacyjnej. Kapitan Wielkiej Brytanii Na IO 2012.
15 stycznia 2018 roku został selekcjonerem reprezentacji Walii. 20 czerwca 2022 zrezygnował ze stanowiska w związku z zarzutami o pobicie i przemoc wobec swojej byłej partnerki.
.

## Statystyki kariery
| Klub              | Sezon   | Liga  | Liga | FA Cup | FA Cup | Puchar Ligi | Puchar Ligi | Europa | Europa | Inne  | Inne | Razem | Razem |
| Klub              | Sezon   | Mecze | Gole | Mecze  | Gole   | Mecze       | Gole        | Mecze  | Gole   | Mecze | Gole | Mecze | Gole  |
| Manchester United | 1990/91 | 2     | 1    | 0      | 0      | 0           | 0           | 0      | 0      | 0     | 0    | 2     | 1     |
| Manchester United | 1991/92 | 38    | 4    | 3      | 0      | 8           | 3           | 1      | 0      | 1     | 0    | 51    | 7     |
| Manchester United | 1992/93 | 41    | 9    | 2      | 2      | 2           | 0           | 1      | 0      | 0     | 0    | 46    | 11    |
| Manchester United | 1993/94 | 38    | 13   | 7      | 1      | 8           | 3           | 4      | 0      | 1     | 0    | 58    | 17    |
| Manchester United | 1994/95 | 29    | 1    | 7      | 1      | 0           | 0           | 3      | 2      | 1     | 0    | 40    | 4     |
| Manchester United | 1995/96 | 33    | 11   | 7      | 1      | 2           | 0           | 2      | 0      | 0     | 0    | 44    | 12    |
| Manchester United | 1996/97 | 26    | 3    | 3      | 0      | 0           | 0           | 7      | 2      | 1     | 0    | 37    | 5     |
| Manchester United | 1997/98 | 29    | 8    | 2      | 0      | 0           | 0           | 5      | 1      | 1     | 0    | 37    | 9     |
| Manchester United | 1998/99 | 24    | 3    | 6      | 2      | 1           | 0           | 9      | 5      | 1     | 0    | 41    | 10    |
| Manchester United | 1999/00 | 30    | 6    | -      | -      | 0           | 0           | 11     | 1      | 3     | 0    | 44    | 7     |
| Manchester United | 2000/01 | 31    | 5    | 2      | 0      | 0           | 0           | 11     | 2      | 1     | 0    | 45    | 7     |
| Manchester United | 2001/02 | 25    | 7    | 1      | 0      | 0           | 0           | 13     | 2      | 1     | 0    | 40    | 9     |
| Manchester United | 2002/03 | 36    | 8    | 3      | 2      | 5           | 0           | 15     | 4      | 1     | 0    | 59    | 14    |
| Manchester United | 2003/04 | 33    | 7    | 5      | 0      | 0           | 0           | 8      | 1      | 1     | 0    | 47    | 8     |
| Manchester United | 2004/05 | 32    | 5    | 4      | 0      | 1           | 1           | 6      | 2      | 1     | 0    | 44    | 8     |
| Manchester United | 2005/06 | 27    | 3    | 2      | 1      | 3           | 0           | 5      | 1      | 0     | 0    | 37    | 5     |
| Manchester United | 2006/07 | 30    | 4    | 6      | 0      | 0           | 0           | 8      | 2      | 0     | 0    | 44    | 6     |
| Manchester United | 2007/08 | 31    | 3    | 2      | 0      | 0           | 0           | 9      | 0      | 1     | 1    | 43    | 4     |
| Manchester United | 2008/09 | 28    | 2    | 2      | 0      | 4           | 1           | 11     | 1      | 2     | 0    | 47    | 4     |
| Manchester United | 2009/10 | 26    | 5    | 1      | 0      | 2           | 1           | 3      | 1      | 1     | 0    | 32    | 7     |
| Manchester United | 2010/11 | 25    | 2    | 3      | 1      | 1           | 0           | 8      | 1      | 1     | 0    | 38    | 4     |
| Manchester United | 2011/12 | 26    | 2    | 2      | 0      | 1           | 1           | 5      | 1      | 0     | 0    | 34    | 4     |
| Manchester United | 2012/13 | 22    | 2    | 4      | 1      | 1           | 2           | 5      | 0      | 0     | 0    | 32    | 5     |
| Manchester United | 2013/14 | 13    | 0    | 0      | 0      | 1           | 0           | 6      | 0      | 1     | 0    | 21    | 0     |
| Razem             | Razem   | 673   | 114  | 74     | 12     | 40          | 12          | 156    | 29     | 19    | 1    | 962   | 166   |

.

## Życie prywatne
Jego ojciec Danny Wilson był rugbystą. Chociaż został ochrzczony jako Ryan Joseph Wilson, przyjął nazwisko panieńskie swojej matki z powodu rozwodu rodziców. Jest żonaty ze Stacey Cooke (ślub 7 września 2007) i ma dwójkę dzieci: córkę Liberty (ur. 10 kwietnia 2003) i syna Zacha (ur. 1 października 2006).

## Sukcesy

### Manchester United
- 13 x Mistrz Anglii (1993, 1994, 1996, 1997, 1999, 2000, 2001, 2003, 2007, 2008, 2009, 2011, 2013)
- 4 x Puchar Anglii (1994, 1996, 1999, 2004)
- 4 x Puchar Ligi Angielskiej (1992, 2006, 2009, 2010)
- 9 x Tarcza Wspólnoty (1993, 1994, 1996, 1997, 2003, 2007, 2008, 2010, 2013)
- 2 x Liga Mistrzów (1999, 2008)
- 1 x Puchar Zdobywców Pucharów (1991)
- 1 x Superpuchar Europy (1991)
- 1 x Klubowe Mistrzostwa Świata (2008)

### Indywidualne
- 1 x Najlepszy piłkarz ligi angielskiej sezonu 2008/2009
- 2 x Najlepszy piłkarz ligi angielskiej młodego pokolenia: 1992, 1993
- 2 x Sportowa Osobowość Roku w Walii wg BBC (BBC Wales Sports Personality of the Year): 1996, 2009
- 1 x Sportowa Osobowość Roku w Wielkiej Brytanii wg BBC (BBC Sports Personality of the Year): 2009
- Jedyny piłkarz Manchesteru United, który grał we wszystkich wygranych sezonach Premier League przez ten klub i jedyny gracz, który ma na koncie 13 tytułów mistrzowskich
- Jedyny piłkarz Manchesteru United, który grał we wszystkich trzech wygranych rozgrywkach Pucharu Ligi Angielskiej
- Jedyny piłkarz, który strzelał gole w każdym sezonie Premier League odkąd powstała do 2013/2014.
- Najlepszy piłkarz wszech czasów Manchesteru United[2]
- Jako piłkarz Manchesteru United nie otrzymał nigdy czerwonej kartki